# 大類準子
大類 準子（おおるい じゅんこ）は、日本のラジオパーソナリティ。

## 来歴
埼玉県出身。エフエム茶笛の可聴エリア内にある高等学校に通い、同校サッカー部のマネージャーを務めていた。
大学を卒業してからは事務の仕事に就いていたが、29歳のときに病を患って入院。手術を前にしていろいろと思いを巡らせる中で、声を活かした仕事に就いてみたかったなと思うも、それはもう叶わないであろうとその場では考えていた。しかし退院後に、それを聴いた友人からの励ましの言葉に押されてアナウンス専門学校に通いはじめる。
その後あいテレビに入社し、2005年1月から1年3か月間同局のアナウンサーを務めた。
帰郷後、前述のエフエム茶笛でラジオパーソナリティの仕事を開始。それと並行して、エフエム茶笛の系列会社である東松山ケーブルテレビでキャスターを務めていた。それから1年後にマイクを使った仕事から一旦離れるが、2013年4月にエフエム茶笛のパーソナリティに復帰した。

## 担当番組
- キャッチあい（あいテレビ）[2]
- とれたてラジオ（エフエム茶笛）[3]
- チャッピーアフター5（エフエム茶笛）